# Commandos minorenni
Commandos minorenni (Kid Commandos) è un immaginario gruppo di personaggi che compare nei fumetti pubblicati negli Stati Uniti d'America dalla Marvel Comics, creato da Roy Thomas (testi) e Frank Robbins (disegni). È apparso la prima volta in Invaders n. 28 (maggio 1978).

## Storia del gruppo
Il gruppo dei Commandos minorenni si formò durante la seconda guerra mondiale e comprendeva quattro giovani supereroi: Bucky (la spalla di Capitan America), Toro (la spalla di Torcia Umana), Golden Girl (Gwen Sabuki) e la Trottola Umana (David Mitchell).
Nel tentativo di salvare Toro, che era stato gravemente ferito da Hitler a Berlino, Bucky si recò in California per contattare il famoso chirurgo Dott. Sabuki, il quale era detenuto insieme alla figlia Gwenny-Lou in un centro di dislocamento per nippo-americani. Bucky, il dottore e sua figlia furono però catturati da Agente Asse (Agent Axis), che pretendeva che Sabuki lo operasse per risolvere il suo problema di personalità multiple. Axis accettò comunque di condurre prima il gruppo a Berlino, a bordo della sua talpa meccanica, in modo che anche l'intervento su Toro potesse aver luogo. In ospedale, gli scagnozzi di Axis si scontrarono con un ammiratore di Toro, Davy Mitchell, che fu fatto prigioniero. Axis, per assicurarsi che nessuno gli giocasse un tiro mancino, prima della sua operazione legò Gwenny-Lou e Davy Mitchell ad una macchina che, al minimo errore di Sabuki, avrebbe scatenato delle scariche elettriche contro i due giovani. Bucky invece fu lasciato nelle mani degli agenti di Axis. All'improvviso, però, Toro riprese conoscenza e, vedendo l'amico in difficoltà, lanciò delle fiamme contro gli scagnozzi di Axis: nella sparatoria che seguì fu colpita la macchina a cui erano legati Gwenny-Lou e Davy e i due furono investiti dalle scariche elettriche. Essi fortunatamente, non solo non morirono, ma anzi acquistarono entrambi dei superpoteri: Gwenny-Lou poteva lanciare dalle mani un raggio di luce accecante, mentre Davy poteva roteare a velocità supersonica. In quel momento irruppero anche gli altri Invasori – Capitan America, Torcia Umana, e Sub-Mariner – e Agente Asse fu costretto a darsi alla fuga. Ritornati negli Stati Uniti, i quattro giovani supereroi costituirono il gruppo dei Commandos minorenni, che si sciolse poi alla fine della Seconda Guerra Mondiale.

## Cronologia dei fumetti
È stato pubblicato ai soli cinque numeri:
1. Invaders n. 27 (aprile 1978): Agent Axis -- Master of murder (Prima edizione italiana: Agente Asse ...il signore del delitto, sull'albo "Thor e i Vendicatori" n. 233, Editoriale Corno);
2. Invaders n. 28 (maggio 1978): Calling the Kid Commandos (Prima edizione italiana: I Commandos minorenni, sull'albo "Thor e i Vendicatori" n. 234, Editoriale Corno);
3. Invaders n. 37 (febbraio 1979): The Liberty Legion busts loose, narrata di Donald Glut (testi), Rick Hoberg e Alan Edward Kupperberg (disegni);
4. Invaders n. 39 (aprile 1979): Back from the grave, narrata di Donald Glut (testi) e Alan Edward Kupperberg (disegni);
5. Invaders (seconda serie) n. 2 (giugno 1993): Havoc in Hollywood, narrata di Roy Thomas (testi) e Dave Hoover (disegni).